# Fantasía pop
Fantasía pop è il terzo album in studio del gruppo musicale messicano Belanova, pubblicato nel 2007.

## Tracce
1. Baila mi corazón – 3:36
2. One, Two, Three, Go! (1, 2, 3, Go!) – 2:45
3. Por esta vez – 3:19
4. Rockstar – 3:06
5. Paso el tiempo – 3:27
6. Vestida de azul – 3:36
7. Cada que... – 3:44
8. Aún – 3:16
9. Bye Bye – 2:24
10. Toma mi mano – 2:33
11. Dulce fantasía – 3:23